# Мануела Карніні
Мануела Карніні (італ. Manuela Carnini, 12 жовтня 1973) — італійська синхронна плавчиня.
Учасниця Олімпійських Ігор 1996 року, де в змаганнях груп у складі своєї збірної посіла 6-те місце.